# Gmina związkowa Vorharz
Gmina związkowa Vorharz (niem. Verbandsgemeinde Vorharz) - gmina związkowa w Niemczech, w kraju związkowym Saksonia-Anhalt, w powiecie Harz. Siedziba gminy związkowej znajduje się w mieście Wegeleben.
Gmina związkowa zrzesza siedem gmin, w tym dwa miasta oraz pięć gmin wiejskich: 
- Ditfurt
- Groß Quenstedt
- Harsleben
- Hedersleben
- Schwanebeck
- Selke-Aue
- Wegeleben